# Etelwaldo de Deira
Œthelwald (en inglés: Ethelwald) (m. después de 655) fue un rey de Deira (651 – c. 655). Fue hijo de Oswaldo de Northumbria.
Después de que Oswino de Deira fuera asesinado por Oswiu de Northumbria en 651, Etelwaldo se convirtió en rey de Deira. Se alió posteriormente con el enemigo de Oswiu, Penda de Mercia y, según Beda, actuó como guía de Penda durante su invasión de Northumbria en 655. Sin embargo, cuando los ejércitos de Oswiu y Penda se encontraron el 15 de noviembre en la Batalla de Winwaed, Etelwaldo retiró su ejército, lo que motivó la derrota de Penda. Parce ser que posteriormente Etelwaldo perdió el control de Deira, siendo sustituido por Alhfrido, instalado en el trono por el victorioso Oswiu. Después de esto, el paradero de Etelwaldo es desconocido.
Aunque fue aliado del pagano Penda, Aetelwaldo fue un fervoroso cristiano y es recordado por su generosidad hacia Chad de Mercia, a quien otorgó terreno para un monasterio.